# حي القدم
حي القدم الشريف من الأحياء الدمشقية العريقة في مدينة دمشق في سورية، حيث يقع جنوب العاصمة، ويحده عدة أحياء أخرى مثل: (كفر سوسة، المزة، سبينة، الميدان، الحجر الأسود، وداريا)، ويمثل الحي المدخل الجنوبي لمدينة دمشق.

## التسمية
سُمي حي القدم الشريف بهذا الاسم نسبة لوجود صخرة في مسجد القدم الكبير عليها أثر يقال أنه لقدم الرسول محمد صلى الله عليه وسلم، في السنوات الأخيرة قامت جمعية القدم الخيرية بتعمير مسجد أوسع، مكان المسجد القديم وتم نقل الصخرة إلى المسجد الجديد ويمكن لأي زائر مشاهدتها هناك. والمسجد يعود إلى العهد الأموي، وهو أقدم مسجد باق في دمشـق حيث أنه أقدم من الجامع الأموي المعروف.
ولعل اسم (القدم) بفتح القاف لم يطلق عليها إلا في فترة متأخرة لأن الاعتقاد بتأثير قدم النبي في الصخر لم ينتشر إلا بعد زمن، حيث شاعت البدع والخرافات. فالثابت أن النبي لم يتعدَ بصرى الشام، وتأثير قدمه في الصخر لم يرد إلا في الأحاديث الضعيفة وأكثرها موضوع. ثم إنه لم يعرف له أثر قدم في مكة والمدينة حيث قضى عمره، والأثر الموجود في مسجد (القدم) وفي مسجد العسالي واضح التزوير فالأول صغير الحجم والثاني كبير، والأول ظاهر التبلور الصخري فيه، وقد يتشكل مثله في أي مكان من الأرض، والثاني واضح النحت. وكلمة الشريف تعود لكلمة الحي (الحي الشريف).
ويرجح أن اسم القدم هو (قُدم) بالضم، وهو اسم بلدة باليمن، وعندما نزح أهلها مع الفتح الإسلامي واستوطنوا هذه البلدة القريبة من دمشق، سموها باسم بلدتهم اليمنية. وهو حي مظلوم من ناحية الخدمات والإدارة، لذلك لم يأخذ هذا الحي شهرة واسعة كما باقي الاحياء الدمشقية مع انه حي قديم وعريق.

### باسيليا سيتي
في نيسان عام 2019، أعلنت الحكومة السورية عن تغيير اسم حي القدم والعسالي، ليكون اسمهما "باسيليا سيتي"، وقد كان باسيليا سيتي اسماً لمشروع عقاري في تلك المنطقة، ثم أصبح اسماً رسميا لحي القدم وحي العسالي القديمين.

## التاريخ
حارب أهالي حي القدم إلى جانب أشقائهم في بقية أحياء دمشق والمدن السورية الاحتلال الفرنسي بضراوة ودافعوا عن بلادهم ببسالة وشجاعة، حتى أن الفرنسيين قصفوا هذا الحي مرارا ولعل أكثرها شراسة ما حدث في العشرينات من القرن الماضي وأثناء الثورة السورية الكبرى، والثورة السورية عام 2011 حيث تم تدمير الحي بشكل شبه كامل بعد أن نزح منه أهله وأصبح ميدان قتال بين الجيش الحر والجيش السوري.

## معالم تاريخية
- المحمل الشريف: كان للقدم سابقا أهمية خاصة كونها كانت آخر من يودع المحمل الشريف المغادر من دمشق إلى الأراضي المقدسة لأداء فريضة الحج وأول من يستقبله قبل وصولة إلى دمشق.
- جامع القدم الكبير: وهو أشهر مساجد حي القدم الشريف والعاصمة دمشق، ويعد أحد أقدم مساجد العاصمة الدمشقية حيث أنه يعود إلى العهد الأموي كما أنه أقدم تاريخياً من الجامع الأموي الشهير في دمشق، ولكنه خضع لعملية التوسعة مرتين لذلك لم يحافظ على رونق التصميم الأموي.

ويحتوي جامع القدم الكبير على أثر قدم يقال أنها أثر قدم الرسول محمد صلى الله عليه وسلم حين قدم إلى أبواب دمشق ولم يدخلها، ويرجح تسمية الحي والمسجد تبعا لوجود هذا الأثر لقدم الرسول في هذا المسجد. إضافة إلى وجود ضريح المؤرخ السوري الإسلامي الشهير الحافظ ابن عساكر في الحديقة الخلفية لجامع القدم الكبير.
- محطة القدم الحديدية للقطارات: يحتوي حي القدم الشريفة على محطة القطارات التابعة للمؤسسة العامة للخطوط الحديدية السورية وتعد محطة القدم الحديدية الثانية من حيث الأهمية في دمشق بعد محطة الحجاز للقطارات، وتنطلق منها الرحلات إلى مختلف المدن السورية والمناطق والدول الشمالية ك(تركيا) ومناطق الحجاز في السعودية.

## معالم حديثة
- جامع السيد أحمد
- مشفى السلام
- مشفى المجد
- تاون سنتر
- مطعم تفاحة
- حوش بلاس.(منطقة صناعية)
- حديقة القدم العامة
- حديقة المحاربين القدامى
- مقسم الهاتف والخدمات الاجتماعية
- المستوصف الصحي
- قسم الشرطة(أكبر قسم طابقي في دمشق)
- معهد القدم الشريف الشرعي
- معهد السيدة عائشة الشرعي(يضم أجانب من كافة جنسيات العالم)
- سوق القدم التجاري

## منطقة القدم
الأحياء المشكلة للمنطقة والبساتين
- منطقة الجامع الكبير
- الذهبة
- العسالي
- الدحاديل
- جورة الشريباتي
- المشتل
- الهدفة
- درب الديب
- درب حديد
- كرم الخولي
- بور سعيد
- الخليدية
- نهر بلاط
- جادة السبيل
- ظهر المحفرة
- أرض الشامية
- أرض الحمراء
- أرض المنزلة
- بيادر نادر
- المحطة (محطة القدم للقطارات)
- حوش شربجي
- المادنية
- شارع الجلاء